# Monaco földrajza
Monaco Vatikán után a Föld második legkisebb területű, valamint a Föld legnagyobb népsűrűséggel rendelkező állama. 

## Elhelyezkedése
Monaco állam Nizzától 18 km-re található mediterrán állam a Földközi-tenger partján, a Monacói-félszigeten terül el. Szárazföldön csak Franciaországgal, tengeri birtokok révén Olaszországgal határos.

## Domborzat
Az ország a jobbára kristályos kőzetekből álló Tengeri-Alpok lábánál. Legmagasabb pontja, a Mont Agel mindössze 140 méter magas. 

## Közigazgatás
Monaco öt kerületre oszlik: Monaco településre, mely az ország fővárosa, Monte-Carlóra, Moneghettire, La Condaminere, valamint Fontvieillere.

## Éghajlat
A Földközi-tengernek köszönhetően Monaco mediterrán éghajlatú, a napsütéses órák száma 2750 óra/év, szinte örök tavasz van. Csapadék inkább ősszel és télen hull. Monaco örök tavaszias klímájáról is híres.